# Falling Away from Me
Falling Away from Me è un singolo del gruppo musicale statunitense Korn, pubblicato il 7 dicembre 1999 come primo estratto dal quarto album in studio Issues.

## Video musicale
Il videoclip, diretto dal cantante dei Limp Bizkit Fred Durst (che appare al minuto 4:31), comincia come una continuazione del videoclip di Freak on a Leash, partendo con la chiusura del cartone animato usato per la precedente canzone. Successivamente viene mostrata una ragazza completamente sconvolta da un uomo che abusa di lei (che si rivela essere suo padre) e intenta a lasciare la casa nel mezzo della notte.

## Tracce
CD promozionale (Germania, Messico)
1. Falling Away from Me – 4:31

CD promozionale (Stati Uniti)
1. Falling Away from Me (Radio Edit) – 4:31
2. Falling Away from Me (Album Version) – 4:31

CD singolo (Australia)
1. Falling Away from Me (Radio Edit) – 4:31
2. Falling Away from Me (DJ Krust Remix) – 8:32
3. Jingle Balls – 3:28
4. Falling Away from Me (Mantronik Extended Mix) – 6:05
5. Got the Life (Josh Abraham Remix) – 4:02
6. Falling Away from Me (Video Clip) – 4:59

CD singolo (Germania)
1. Falling Away from Me (Radio Edit) – 4:31
2. Falling Away from Me (Acapella) – 3:45

CD maxi-singolo (Europa), 12" (Europa)
1. Falling Away from Me (Radio Edit) – 4:31
2. Jingle Balls – 3:27
3. Falling Away from Me (Acapella) – 3:45

CD singolo (Regno Unito – parte 1)
1. Falling Away from Me (Radio Edit) – 4:31
2. Falling Away from Me (Krust Remix) – 8:29
3. Jingle Balls – 3:27
4. Falling Away from Me (Multimedia) – 4:31

CD singolo (Regno Unito – parte 2)
1. Falling Away from Me (Radio Edit) – 4:31
2. Falling Away from Me (Mantronik Beatdown Formula) – 6:04
3. Got the Life (Josh Abraham Remix) – 4:01

7" (Regno Unito)
- Lato A

1. Falling Away from Me (Radio Edit) – 4:31

- Lato B

1. Jingle Balls – 3:27

## Formazione
Gruppo
- Jonathan Davis – voce, cornamusa, programmazione aggiuntiva loop di batteria
- Fieldy – basso, programmazione aggiuntiva loop di batteria
- Munky – chitarra
- Head – chitarra
- David Silveria – batteria

Altri musicisti
- Jeffy Lube – programmazione aggiuntiva loop di batteria

Produzione
- Brendan O'Brien – produzione, missaggio
- Nick Didia – registrazione
- Tobias Miller – ingegneria ed editing aggiuntivi
- Andrew Garver – editing digitale
- Bryan Cook, Ryan Williams, Karl Egsieker – assistenza tecnica
- Stephen Marcussen – mastering

## Classifiche
| Classifica (2000)             | Posizione massima |
| ----------------------------- | ----------------- |
| Belgio (Fiandre)              | 67                |
| Germania                      | 86                |
| Paesi Bassi                   | 77                |
| Regno Unito                   | 24                |
| Regno Unito (rock & metal)    | 1                 |
| Stati Uniti (alternative)     | 7                 |
| Stati Uniti (mainstream rock) | 7                 |